# Ernest L. Ransome
Pour les articles homonymes, voir Ransome.
Ernest Leslie Ransome est un ingénieur civil et architecte d'origine britannique né à Ipswich en décembre 1844, et mort à Plainfield, comté d'Union (New Jersey) le 5 mars 1917.
Il a été un innovateur dans les techniques de construction en béton armé. Ransome a conçu les structures en béton les plus sophistiquées de l'époque, aux États-Unis.

## Biographie
Ernest est le fils de Frederick Ransome (1817-1893) et de  Catherine Maitland (1816-1884), qui avait breveté un procédé de production de la pierre artificielle en 1844. Ernest est apprenti à l'usine de son père à Ipswich. Il s'est marié à Levington, Ipswich, le 5 mars 1868 avec Mary Jane Dawson dont il a eu neuf enfants.
Dans les années 1870 Ernest Leslie Ransome déménage aux États-Unis et devient le directeur de la Pacific Stone Company  à San Francisco. En 1884, après avoir expérimenté des trottoirs en béton armé, il brevète (US Patent 305 226) un système de béton armé de tiges de fer tordues pour en améliorer la liaison, et développe le système breveté Ransome  de construction en béton armé. En 1886 Ransome construit deux petits ponts de passage-inférieur dans le Golden Gate Park à San Francisco qui subsistent aujourd'hui, et qui sont les premiers ponts en béton armé en Amérique du Nord, et parmi les trois ou quatre premiers dans le monde.:p.33
Après une longue série de réalisations, Ransome continue de se confronter au scepticisme et à la résistance. Sa techniques est encensée lorsque la Pacific Coast Borax Refinery construite à Bayonne (New Jersey) en 1897, passe en 1902  par un incendie assez chaud pour fondre le laiton; l'ossature en béton n'est que légèrement endommagée et l'architecture industrielle ainsi entourée de béton a montré sa supériorité sur son concurrent acier et toute autre structure de fer coulée. 
De même deux bâtiments expérimentaux de Ransome à Stanford, ont survécu au tremblement de terre de 1906 à San Francisco sans trop de dommages, tandis que la structure de brique de la nouvelle université s'est littéralement écroulée autour d'eux. L'analyse publiée de ces deux bâtiments par son compatriote l'ingénieur John B. Leonard a beaucoup fait progresser la sécurité des bâtiments post-San Francisco 1906, aussi à l'échelle nationale.  
Dans sa carrière tardive, Ransome axa sa recherche sur les équipements de malaxage, les coffrages, et les systèmes de construction intégrés. En 1912 Ransome et Alexis Saurbrey coécrivent Reinforced Concrete Buildings.

## Quelques réalisations

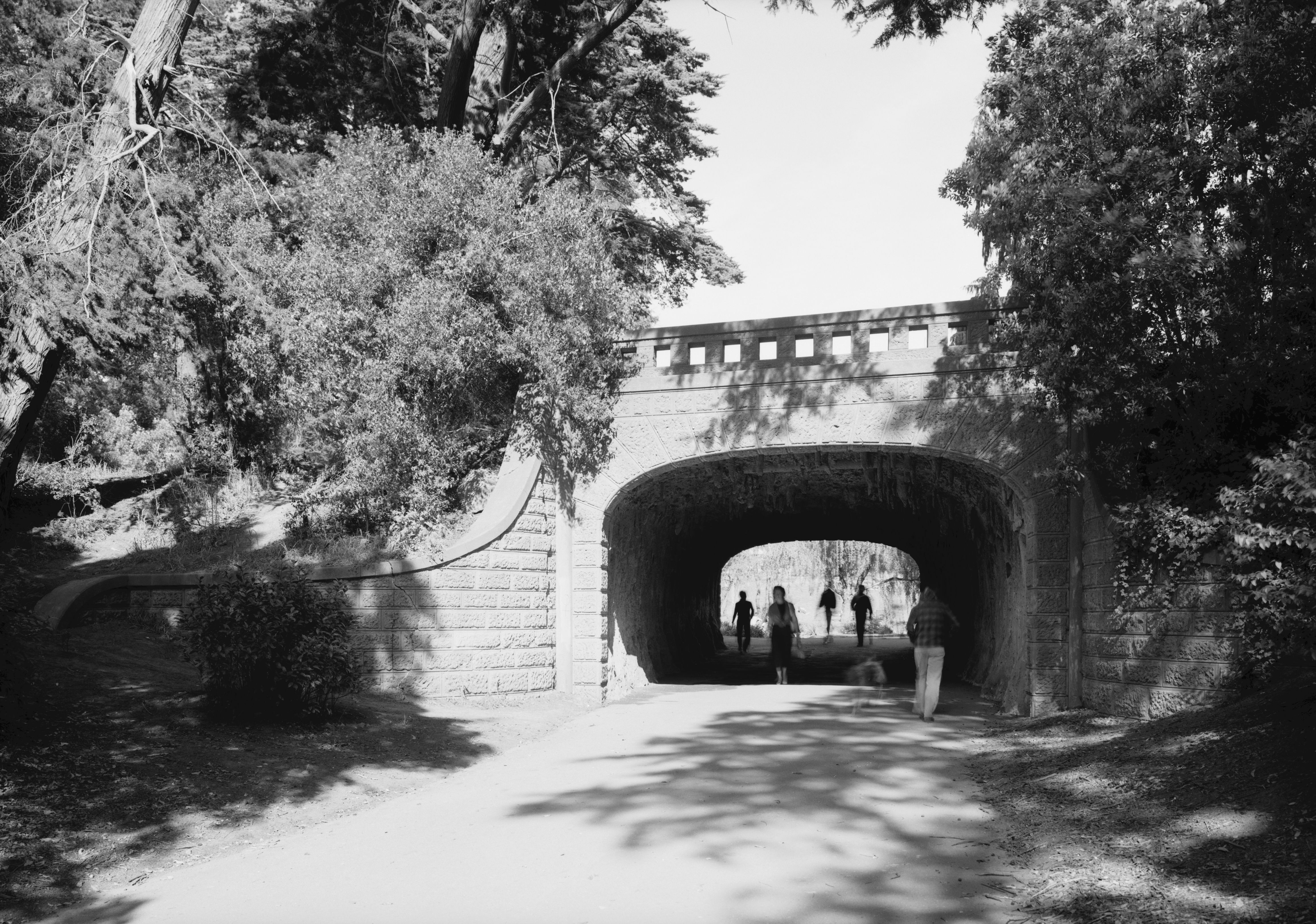
Alvord Lake Bridge

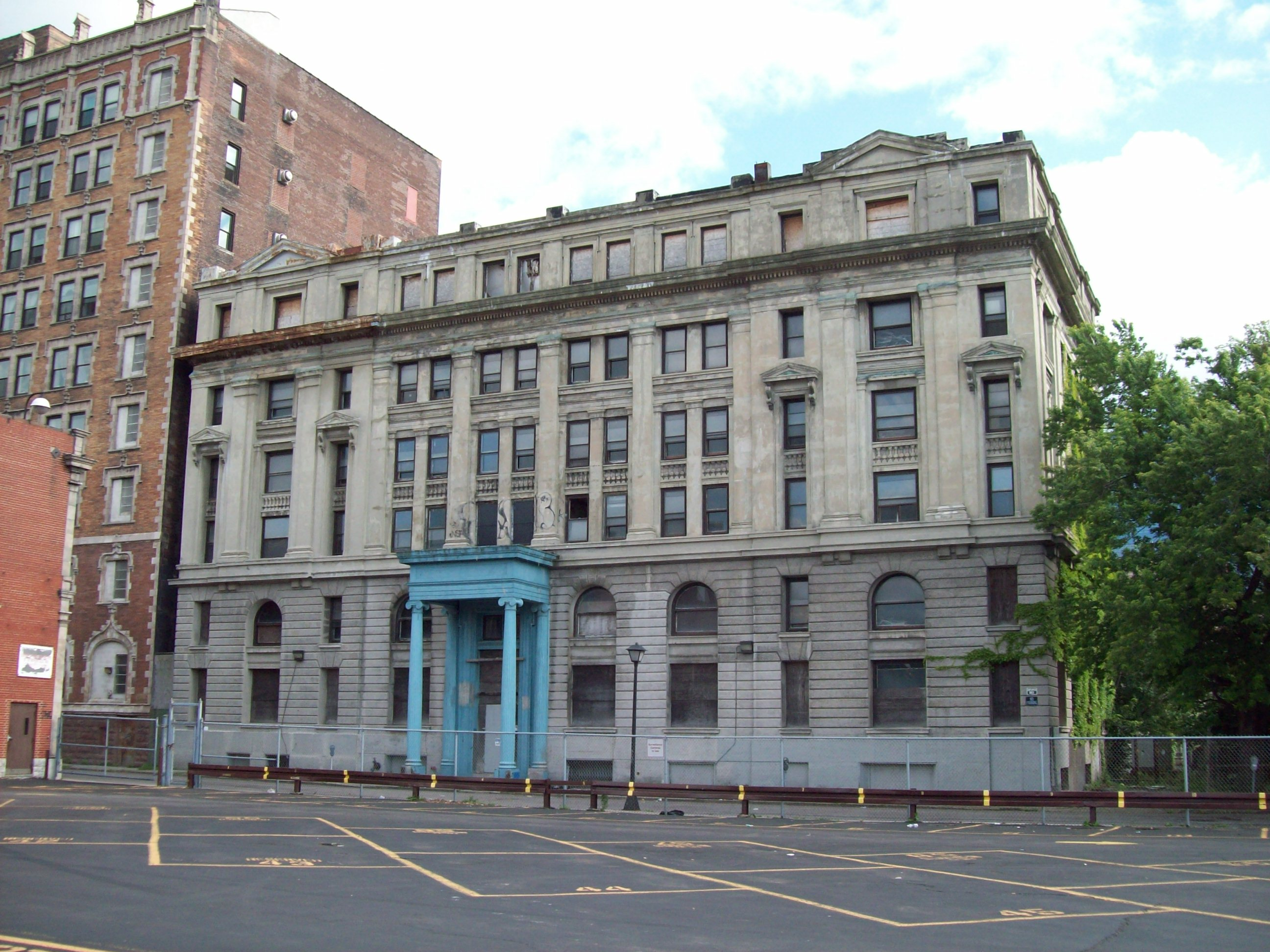
Berkeley Apartments (Buffalo, New York)

- Arctic Oil Works, San Francisco, 1884,  le "bâtiment en béton armé premier (du genre) aux États-Unis".
- Pacific Coast Borax Refinery, Alameda, California, 1889 [4]
- Alvord Lake Bridge, Golden Gate Park, San Francisco, 1889, le premier pont construit en béton armé aux États-Unis[5]
- Torpedo Assembly Building, extrémité orientale de Yerba Buena Island, San Francisco, 1891
- Berkeley Apartments (Buffalo, New York), Buffalo, New York, 1894–1897
- Pacific Coast Borax Refinery - première phase, Bayonne, New Jersey, 1897
- Pacific Coast Borax Refinery - seconde phase, Bayonne, New Jersey, 1903
- Japanese Bridge à Francis Marion Smith's estate Presdeleau, encore visible au 22 Merkel Lane Shelter Island, New York[6]
- Quatre réservoirs de la ville à Mount Tabor and Washington Park, Portland, Oregon, 1894–1911
- Roble Hall (dortoir des femmes) à l'Université Stanford, 1891, renommé Sequoia Hall in 1917 (razed)
- The Leland Stanford Junior Museum of Art (maintenant l'Iris & B. Gerald Cantor Center for Visual Arts), à l'Université Stanford, 1894
- United Shoe factory buildings, Beverly, Massachusetts, 1902[7],[8]
- Ingalls Building, Cincinnati, Ohio, 1903

## Quelques publications
- avec Alexis Saurbrey, Reinforced concrete buildings. A treatise on the history, patents design and erection of the principal parts entering into a modern reinforced concrete building, McGraw-Hill Book Company, New York, 1912 (lire en ligne)

## Brevets
- United States Patent and Trademark Office : Building construction, Brevet no 305 226 donné à Ernest Leslie Ransome à San Francisco, Californie, le 16 septembre 1884
- United States Patent and Trademark Office : Mold or cribbing for concrete structure, Brevet no 314 398 donné à Ernest Leslie Ransome à Oakland, Californie, le 24 mars 1885
- United States Patent and Trademark Office : Concrete mold for subways of cable roads; ditches, etc, Brevet no 353 500 donné à Ernest Leslie Ransome à San Francisco, Californie, le 30 novembre 1886
- United States Patent and Trademark Office : Concrete mixing machine, Brevet no 490 631 donné à Ernest Leslie Ransome à Oakland, Californie, le 24 janvier 1893
- United States Patent and Trademark Office : Mold, Brevet no 512 662, donné à Ernest Leslie Ransome à Oakland, Californie, le 9 novembre 1894
- United States Patent and Trademark Office : Concrete mixer, Brevet no 694 575, donné à Ernest Leslie Ransome à New York, New York, le 4 mars 1902
- United States Patent and Trademark Office : Self dumping hoist, Brevet no 694 579, donné à Ernest Leslie Ransome à New York, New York, le 4 mars 1902
- United States Patent and Trademark Office : Mixing machine, Brevet no 761 541, donné à Ernest Leslie Ransome à New York, New York, le 31 mai 1904
- United States Patent and Trademark Office : Mixing machine, Brevet no 770 477, donné à Ernest Leslie Ransome à New York, New York, le 20 septembre 1904
- United States Patent and Trademark Office : Mixing machinery, Brevet no 782 052, donné à Ernest Leslie Ransome à New York, New York, le 7 février 1905
- United States Patent and Trademark Office : Concrete-mixing machinery, Brevet no 814 803, donné à Ernest Leslie Ransome à New York, New York, le 13 mars 1906
- United States Patent and Trademark Office : Apparatus for laying and molding concrete roadways, pavements, and the like, Brevet no 1 090 229, donné à Ernest Leslie Ransome à Plainfield, New Jersey, le 17 mars 1914
- United States Patent and Trademark Office Laying or constructing concrete courses, Brevet no 1 163 770, donné à Ernest Leslie Ransome à Plainfield, New Jersey, le 14 décembre 1915
- United States Patent and Trademark Office Mixing and discharging concrete, Brevet no 1 532 947, donné à Ernest Leslie Ransome à Plainfield, New Jersey, le 18 juillet 1916